# Come Shine
Come Shine är en norsk jazzgrupp. Gruppen startade 1998 och har sitt ursprung i Jazzlinjen på NTNU, Trondheim, Norge. 

## Historia
Bandet debuterade på den norska jazzfestivalen Vossajazz 1999 och har sedan dess blivit kända i Norge för fantasifulla och nyskapande tolkningar av kända jazzlåtar. De fick Spellemannprisen 2002 i klassen jazz for Do Do That Voodoo. 
Gruppen hade en paus från 2005, men samlades åter 2010.

## Medlemmar
Nuvarande medlemmar
- Sondre Meisfjord – basgitarr
- Håkon Mjåset Johansen – trummor, slagverk
- Erlend Skomsvoll – piano
- Live Maria Roggen – sång

## Diskografi
Studioalbum
- Come Shine (2001)
- Do Do That Voodoo (2002)
- Red and Gold (2014)
- Norwegian Caravan (med KORK) (2016)

Livealbum
- Come Shine With The Norwegian Radio Orchestra In Concert (2003)